# Gentiana utriculosa
La genziana alata (Gentiana utriculosa L.) è una pianta annuale della famiglia delle Genzianacee.

## Descrizione
Il fusto è robusto e ramoso alla base. Le foglie basali sono a rosetta, quelle superiori sono allargate. I fiori azzurri sbocciano tra maggio e agosto. Il calice è tubuloso. La corolla, azzurra, è di colore violetto all'interno.

## Distribuzione e habitat
La specie ha un areale europeo
Si trova frequentemente sulle Alpi Orientali, meno sulle Alpi Occidentali.
Vive in prati e pascoli aridi, su suoli calcarei, tra i 400 e i 1700 metri di quota.